# Aeroporto Internacional de Xi'an Xianyang
O Aeroporto Internacional de Xi'an Xianyang (chinês tradicional: 西安咸陽國際機場, chinês simplificado: 西安咸阳国际机场, pinyin: Xī'ān Xiányáng Guójì Jīchǎng) serve Xi'an, Shaanxi, República Popular da China. Com mais de 5 km² de área, é o maior aeroporto do noroeste da China. Devido à expansão para o oeste do país, os visitantes e o fluxo de carga estão aumentando rapidamente. O aeroporto era o hub da China Northwest Airlines até a fusão da companhia com a China Eastern Airlines em 2002. Atualmente, o aeroporto está conectado a outras 79 cidades domesticamente e internacionalmente.
Em 2009, o aeroporto teve um fluxo de 15.294.948 passageiros, o que fez dele o aeroporto mais movimentado do noroeste da China e o  8º no país.O Aeroporto Internacional de Xi'an Xianyang foi também o 14º mais movimentado em cargas e o 9º em movimento de aeronaves.

## History
Antes da construção do Aeroporto Internacional de Xi'an Xianyang, Xi'an era servida pelo Aeroporto de Xi'an Xiguan Xi'an Xiguan Airport. Em 1984, o Conselho de Estado da República Popular da China e a Comissão Central Militar propuseram a construção de aeroporto civil de grande porte no lugar da Base Aérea de Xianyang. A fase 1 do aeroporto começou sua construção em 1987, e teve sua conclusão e inauguração em 1 de setembro de 1991.O Aeroporto de Xi'an Xiguan fechou na mesma época. A fase 2 foi iniciada em agosto de 2000, e foi concluída em 16 de setembro de 2003. Além disso, em 2007, o aeroporto fechou um acordo de negócios com o Aeroporto Internacional de Pittsburgh in Pittsburgh, Pensilvânia, Estados Unidos, criando a "Estrada Aérea de Seda."
Um outro projeto de RMB7,592 bilhões é planejado para começar em 2020. Ele construirá um terceiro prédio de terminal de 170.000m²; uma segunda pista de pousos e decolagens de 3.800 metros; além de instalações de apoio. Após a expansão, o aeroporto atingirá 26 milhões de passageiros anualmente, e se tornará o quarto aeroporto chinês com operação paralela independente dos instrumentos das pistas.
Durante a Segunda Guerra Mundial, o aeroporto era conhecido como Base Aérea de Hsian, e foi usado pelo 14º Batalhão Aéreo da Força Aérea dos Estados Unidos como parte da campanha defensiva da China (1942–1945).  O americanos utilizaram o aeroporto primariamente como uma base de reconhecimento de fotos, em que aeronaves P-38 Lightning desarmadas, equipadas com câmeras aéreas, voaram sobre territórios sob controle japonês provendo inteligência às forças de solo chinesas. Além disso, a aeronave interceptora noturna P-61 Black Widow voava do aeroporto, provendo defesa contra bombardeiros noturnos dos japoneses, junto com,os aviões P-47 Thunderbolt, que eram usados durante o dia e C-47 Skytrain, que trasportava suprimentos para as forças aliadas. Os americanos fecharam suas instalações no aeroporto com o final da guerra, em setembro de 1945.
Em 2013 foi encontrada a tumba de Shangguan Wan'er perto ao Aeroporto de Xianyang.

## Companhias Aéreas e Destinos

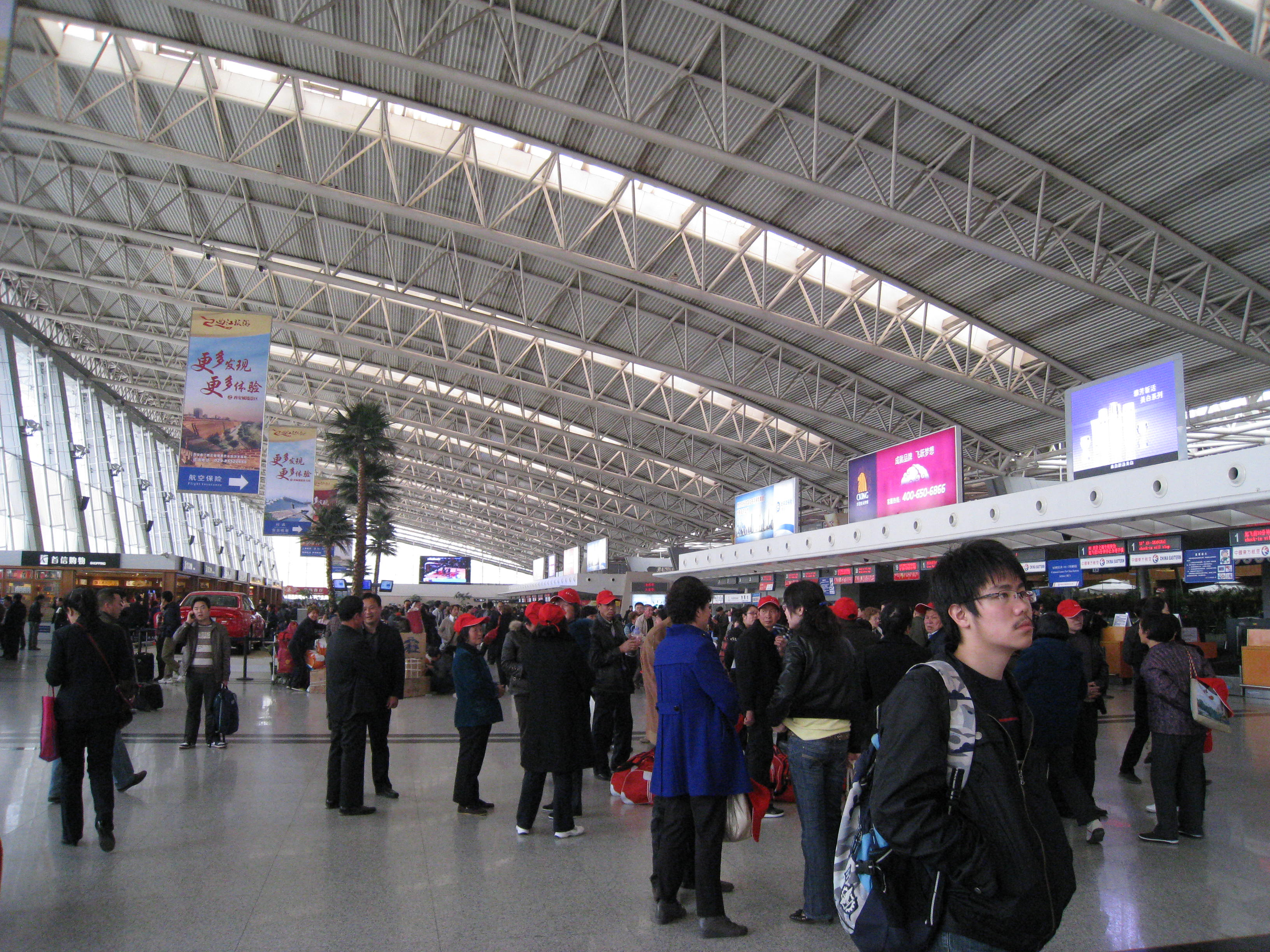
Salão de desembarque doméstico do Aeroporto Internacional Xi'an Xianyang.

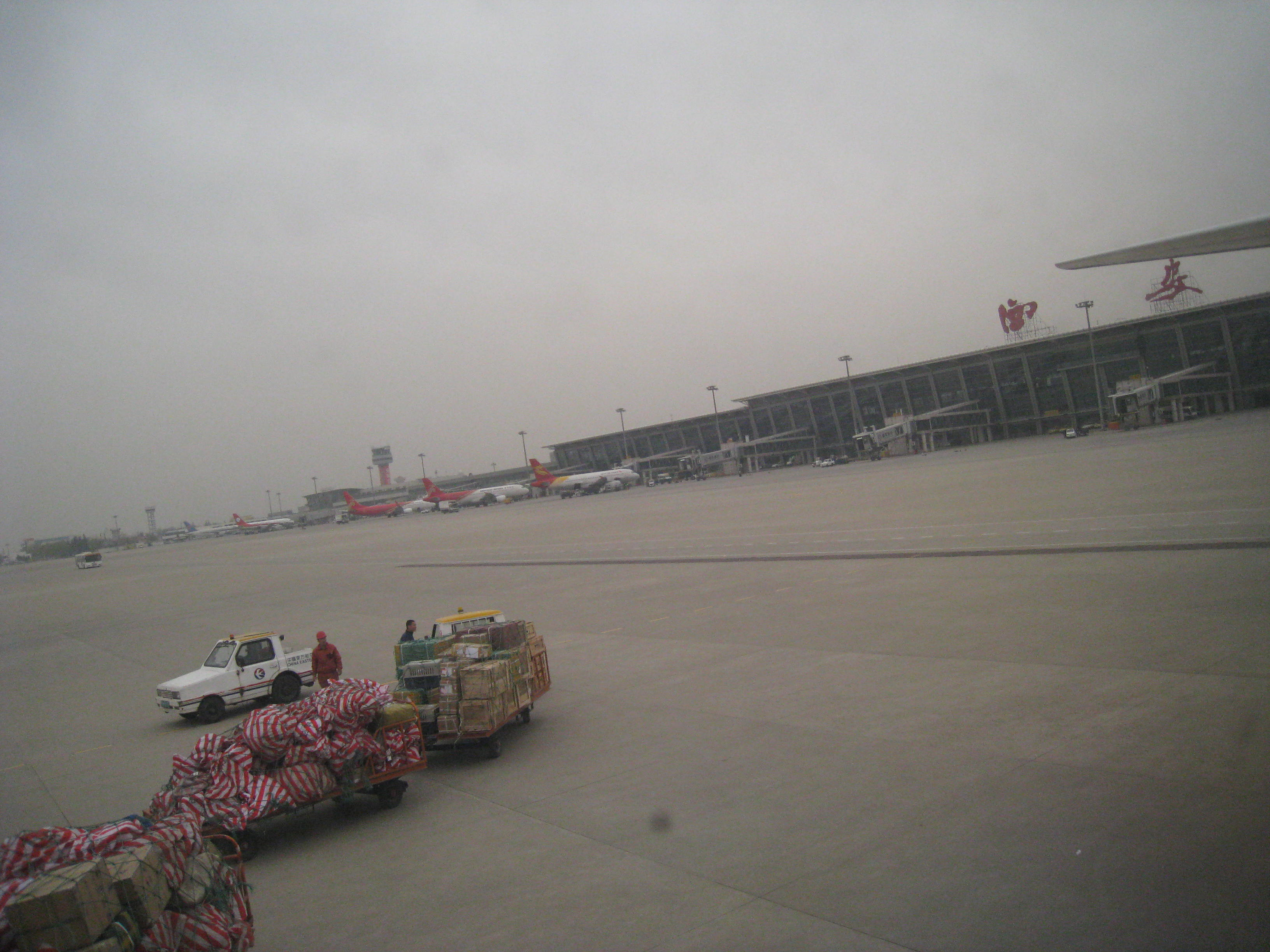
Aeroporto Internacional de Xi'an Xianyang.

As seguintes companhias aéreas têm serviços regulares no Aeroporto Internacional de Xi'an Xianyang:
| Companhias                                      | Destinos |
| ----------------------------------------------- | --- |
| Air China                                       | Beijing-Capital, Chengdu, Guilin, Hangzhou, Shanghai-Pudong |
| Asiana Airlines                                 | Seoul-Incheon |
| China Airlines                                  | Taipei-Taoyuan |
| China Eastern Airlines                          | Bangkok-Suvarnabhumi, Beijing-Capital, Chengdu, Chongqing, Dayong, Guangzhou, Guilin, Haikou, Hangzhou, Hong Kong, Kunming, Lanzhou, Lhasa, Macau, Nagoya-Centrair, Nanchang, Nanjing, Qingdao, Sanya, Seoul-Incheon, Shanghai-Pudong, Shenzhen, Taipei-Taoyuan, Tokyo-Narita, Urumqi, Wuhan, Wuxi, Yinchuan, Yulin                                      |
| China Southern Airlines                         | Changsha, Chengdu, Dalian, Guangzhou, Hangzhou, Jinan, Lanzhou, Qingdao, Sanya, Shanghai-Pudong, Shenzhen, Shijiazhuang, Taiyuan, Urumqi, Wuhan, Xining, Yinchuan, Yiwu |
| Deer Air                                        | Sanya |
| Hainan Airlines                                 | Ankang, Beijing-Capital, Changsha, Changzhi, Chengdu, Chongqing, Fuzhou, Guangzhou, Guiyang, Haikou, Hangzhou, Hanzhong, Hefei, Hohhot, Jinan, Kunming, Lanzhou, Nanjing, Qingdao, Qingyang, Sanya, Shanghai-Pudong, Shenzhen, Shijiazhuang, Taipei-Taoyuan, Taiyuan, Tianjin, Urumqi, Wuhan, Xiamen, Xuzhou, Yan'an, Yichang, Yinchang, Yinchuan, Yulin |
| Joy Air                                         | Beijing-Capital, Busan [seasonal], Guangzhou, Seoul-Gimpo [seasonal], Seoul-Incheon [seasonal], Shanghai-Pudong, Tokyo-Narita [seasonal] |
| Korean Air                                      | Busan [seasonal], Seoul-Incheon |
| Kunpeng Airlines operado pela Shenzhen Airlines | Changchun, Dunhuang, Fuzhou, Hailar, Hefei, Hohhot, Huangyan, Jiayuguan, Lanzhou, Linyi, Manzhouli, Nanjing, Nanning, Qinhuangdao, Shijiazhuang, Taiyuan, Tianjin, Wuhan, Wuzhou, Xiangfan, Yantai, Yinchuan, Yulin |
| Shandong Airlines                               | Jinan |
| Shanghai Airlines                               | Jiayuguan, Lanzhou, Shanghai-Pudong, Xining |
| Shenzhen Airlines                               | Guangzhou, Lanzhou, Shenzhen, Shenyang, Urumqi, Xining, Yinchuan |
| Sichuan Airlines                                | Chengdu |
| Xiamen Airlines                                 | Nanchang, Wuhan, Wuyishan |

## Transporte
O aeroporto está a 47 km do centro de Xi'an e a 13 km da cidade de Xianyang. Ônibus e taxis estão disponíveis entre o aeroporto e o centro da cidade de Xi'an.

## Acidentes e Incidentes
- Em 6 de junho de 1994, o voo 2303 da China Northwest Airlines quebrou no meio do ar e caiu próximo a Xi'an, em rota para Guangzhou de Xian. Um erro de manutenção foi o responsável, e todas as 160 pessoas a bordo morreram.